# Valinol
Valinol ist eine chemische Verbindung aus der Gruppe der chiralen 1,2-Aminoalkohole. Valinol kann aus der Aminosäure Valin gewonnen werden, weshalb es zumeist, wie auch Valin, enantiomerenrein in der (S)-Konfiguration vorliegt. Das Enantiomer (R)-Valinol und das racemische (RS)-Valinol besitzen nur geringe Bedeutung.

## Gewinnung und Darstellung
(S)-Valinol kann durch Reduktion von (S)-Valin mit Lithiumaluminiumhydrid oder Boran-Dimethylsulfid-Komplex hergestellt werden. Alternativ kann Natriumborhydrid/Iod verwendet werden.
Optisch reines (ee > 99 %) Valinol kann durch die Umsetzung des prochiralen Hydroxyketons mit ω-Transaminasen (ω-TA) mit einem Aminodonator (bspw. Isopropylamin) in organischen Lösungsmitteln, wie MTBE, erhalten werden. Beste Ergebnisse erzielen ω-TAs aus Arthrobacter.

## Verwendung
(S)-Valinol kann in der Synthese von enantiomerenreinen Oxazolin-Katalysatoren und Imidazolidinon-Auxiliaren für asymmetrische Aldol-Reaktionen verwendet werden.